# Der versteinerte Wald
Der versteinerte Wald  (Originaltitel The Petrified Forest) ist ein Spielfilm von Archie Mayo aus dem Jahr 1935 mit Leslie Howard, Bette Davis und Humphrey Bogart in den Hauptrollen. Er basiert auf dem gleichnamigen Theaterstück von Robert E. Sherwood, das am 7. Januar 1935 in New York uraufgeführt wurde. Der Film hatte am 21. Januar 1936 in St. Louis in Missouri in den Vereinigten Staaten Premiere.
Jeremy Arnold schrieb bei Turner Classic Movies (TCM), dass die Rolle des Gangsters Duke Mantee Humphrey Bogarts erste große Filmrolle gewesen sei, die ihn sowohl in der Filmindustrie als auch in der Öffentlichkeit bekannt gemacht habe, eine Rolle, die er über viele Monate auf der Bühne habe perfektionieren können, und die er beinahe ironischerweise nicht bekommen hätte.

## Handlung
Während der Great Depression in einer abgelegenen Tankstelle in der Wüste Arizonas, nahe dem berühmten „Versteinerten Wald“: Eines Tages erscheint dort der mittellose, desillusionierte und romantische Herumtreiber Alan – ein einst ambitionierter, nun aber erfolgloser Schriftsteller und Intellektueller aus England, der nach einer Liaison mit einer reichen Gönnerin in Frankreich in die USA gereist ist und das Land als Tramp durchqueren will. Die Tankstelle wird betrieben von Jason Maple, dessen Tochter Gabrielle und dem betagten Großvater, der gerne Geschichten aus dem Wilden Westen und von seinen Begegnungen mit Billy the Kid erzählt. Gabrielle ist die Tochter einer inzwischen in ihr Heimatland zurückgekehrten Französin, die ihr Vater im Ersten Weltkrieg in Frankreich kennengelernt hatte.
Gabrielle verliebt sich fast sofort in Alan, der mit seinem kultivierten Auftreten für sie ein Mann von Welt ist. Sie zeigt Alan die Gemälde, die sie von der zerklüfteten Wüstenlandschaft gemalt hat, und liest ihm ein Gedicht aus ihrem Band von François Villon vor, den ihr ihre Mutter aus Frankreich zum Geburtstag geschickt hat. Alan erfährt auch, dass die naive, idealistische Gabrielle, halb romantische Französin und halb praktische Amerikanerin, davon träumt, ihrem langweiligen Leben zu entfliehen. Sie möchte gerne nach Bourges reisen, wo ihre Eltern sich einst begegnet waren, und dort Kunst studieren, kommt aber nicht von ihren Verpflichtungen an der Tankstelle los. Unterdessen wird der Tankwart Boze Hertzlinger, ein ehemaliger Football-Spieler mit kräftigen Muskeln, eifersüchtig auf Alan, da er Gabrielle schon über längere Zeit vergebens umworben hat. Alan entscheidet sich schließlich, die Tankstelle zu verlassen, und lässt sich von dem reichen Ehepaar Chisholm mitnehmen. Doch nur ein paar Meilen später wird das Auto der Chisholms von dem entflohenen Gangster Duke Mantee und dessen Komplizen angehalten. Duke und seine Bande nehmen das Auto der Chisholms und fahren zur Tankstelle, wo Duke auf seine Geliebte wartet, die mit anderen Bandenmitgliedern zusammen demnächst dort eintreffen soll. Wegen eines Sandsturmes müssen auch Alan und die Chisholms den Rückzug zurück zur Tankstelle antreten. 
Zwischen den Gangstern und den in der Tankstelle festgehaltenen Menschen entwickeln sich im Laufe der Nacht dramatische Gespräche. So erzählt Mrs. Chisholm ihre Lebensgeschichte und es wird deutlich, wie unerfüllt ihre Ehe eigentlich ist. Alan meint, er und Duke seien Seelenverwandte, da beide zu den letzten Exemplaren des wirklichen Individualismus gehören würden, und bestimmt dazu, bald unterzugehen. Ähnlich wie der Versteinerte Wald nahe der Tankstelle sei er, Alan, ein Relikt aus der Vergangenheit, dessen Ideale und Gedanken mittlerweile ebenso tot seien wie der Wald draußen. Boze versucht unterdessen, Duke zu überlisten, als dieser einen Moment abgelenkt ist. Er ist aber zu zögerlich und Duke kann Boze in die Hand schießen. Während Gabrielle, die von einer gemeinsamen Zukunft mit Alan träumt, den Tankwart verarztet, wendet sich Alan mit einer ungewöhnlichen Bitte an Duke Mantee. Er zeigt dem Gangster seine hoch dotierte Lebensversicherung und vereinbart mit Mantee, sich von ihm erschießen zu lassen, damit Gabrielle in den Genuss seiner Lebensversicherung kommt, um sich ihren Traum von einer Reise nach Frankreich und einer Künstlerkarriere erfüllen zu können. Da er vollkommen mittellos und vom Leben gebrochen sei, sei dies die einzige Möglichkeit für ihn, Gabrielle seine Liebe zu beweisen. Alan bittet darum, seine Leiche in dem nahegelegenen Versteinerten Wald zu begraben.
Durch eine Radiodurchsage erfährt Duke, dass seine Geliebte gefasst wurde und die Bande an die Polizei verraten hat. Der Polizei gelingt es dadurch, Dukes Aufenthaltsort zu stürmen, wobei es zu einer heftigen Schießerei kommt. Duke will flüchten und die Chisholms als menschliche Schutzschilde verwenden. Alan stellt sich ihm in den Weg und wird, wie vereinbart, von Duke erschossen. Der Schriftsteller stirbt in den Armen von Gabrielle, wissend, dass diese sich nun ihre Träume erfüllen kann. Duke Mantee wird von der Polizei nur wenig später gefasst.

## Produktion

### Produktionsnotizen, Hintergrundinformationen
Gedreht wurde der Film von der Produktionsfirma Warner Brothers vom 14. Oktober bis zum 30. November 1935 im Red Rock Canyon State Park in Cantil sowie in Lancaster und in den Warner Brothers Burbank Studios, Bühne 6 bis 9 sowie Bühne 15 in Kalifornien in den USA. Dem Film stand ein geschätztes Budget von 500.000 Dollar zur Verfügung. 
Der Song I’d Rather Listen to Your Eyes von Harry Warren (Musik) und Al Dubin (Text) erklingt während des Films aus dem Radio.
Die spannende und drückende Atmosphäre des Films wird vor allem durch den zeitlich engen Rahmen (ein Tag) und die wenigen Handlungsorte (fast ausschließlich die Tankstelle und deren Gastraum) sowie die überschaubare Anzahl der handelnden Personen erzeugt. Die Charaktere der Hauptakteure werden dabei intensiv herausgearbeitet. Auch wenn die Rahmenhandlung auf den ersten Blick etwas dürftig erscheint, hatten die Drehbuchautoren es verstanden, ins Drehbuch mehrere eindringliche Charakterstudien einzuflechten. Sherwood basierte die Figur des Duke Mantee auf dem damaligen Staatsfeind Nr. 1, John Dillinger, mit dem Bogart zufällig große Ähnlichkeit hatte und dessen Manierismen er zu perfektionieren versuchte, indem er entsprechendes Filmmaterial studierte.
Das Stück lief ein Jahr zuvor bereits erfolgreich als Theaterstück am Broadway, auch mit Leslie Howard und Humphrey Bogart in ihren entsprechenden Rollen. Warner Brothers erwarben die Verfilmungsrechte und wollten auch mit Howard in der Hauptrolle drehen. Der dem Filmpublikum wenig bekannte Bogart – seine bisher 10 Filmauftritte waren Nebenrollen und ohne größere Resonanz geblieben – sollte aber in der Verfilmung durch den Star Edward G. Robinson ersetzt werden. Schließlich verdankte Bogart seine Rolle in der Verfilmung Leslie Howard, der von der Leistung seines Mitschauspielers am Broadway beeindruckt war. Der damals schon berühmte Howard bestand als Star des Films entgegen der Absicht der Produzenten vehement darauf, dass Bogart auch im Film die Rolle des Gangsters Duke Mantee übernehmen müsse. Für Bogart bedeutete Der versteinerte Wald den Durchbruch in Hollywood und er bekam einen festen Vertrag bei Warner Brothers. Bogart benannte seine 1952 geborene Tochter Leslie nach seinem Schauspielkollegen (Howard war inzwischen im Zweiten Weltkrieg bei einem Flugzeugabschuss gestorben). Edward G. Robinson sprach den Gangster Mantee dann in der CBS-Hörspielreihe Lux Radio Theatre im Februar 1943. Seine Partner waren Gail Patrick und Laird Cregar.
Bogart hatte nach seinem letzten Film geäußert, dass ihn nur etwas sehr Wichtiges jemals wieder dazu veranlassen könne, noch einmal nach Hollywood zu gehen. Einen solch wichtigen Anlass stellte sein Auftritt als Duke Mantee in The Petrified Forest dar. Neben Leslie Howard, der sich für Bogart in dieser Rolle eingesetzt hatte, war auch Broadway-Produzent Arthur Hopkins davon überzeugt, dass Bogart der Richtige für die Rolle sei, obwohl Robert Sherwood, der Autor des Stückes, das anders sah, und erklärt hatte, dass Bogart nicht die passende Besetzung für diese Rolle sei. Alan G. Barbour schrieb in seiner Biografie über Humphrey Bogart, dass Bogart dann bewiesen habe, dass der Autor falsch gelegen habe. Der Film verhalf Bogart dann auch zu einem gewaltigen Aufschwung in seiner Leinwandkarriere, da dieser Film allgemein als überzeugende Demonstration seines großen Talents angesehen wird.
Für Bette Davis war es ihr erster Film im Jahr 1936 und einer, in dem sie wieder einmal „eine anständige Rolle in einem größeren Warner-Film bekommen“ habe, wie Jerry Vermilye in seiner Biografin über die Schauspielerin schrieb. Davis’ Rolle der Gaby Maple war am Broadway von Peggy Conklin gespielt worden. Aus den Akten von Warner Bros. geht hervor, dass Arthur Aylesworth Willard Robertson ersetzte, Chic Sale für Gramp und Verree Teasdale für die Rolle der Mrs. Chisholm in Betracht gezogen worden waren.
Warner Brothers befürchtete, dass das ursprüngliche Ende des Films für das Publikum zu deprimierend sein könne, weshalb neben dem ursprünglichen Ende ein alternatives Happy End gedreht wurde. Die Fachpresse liebte das tragische Originalende jedoch ebenso wie die Zuschauer, die den Film vorab in Previews gesehen hatten, sodass der Film letztendlich in dieser Version veröffentlicht wurde.
In seiner Handlung und der Darstellung der Personen ist ein weiterer „Bogart-Film“ diesem sehr ähnlich: Gangster in Key Largo. Auch hier wird eine kleinere Gruppe von Menschen an einem abgelegenen Ort (diesmal ein Hotel auf Key Largo) von Gangstern gefangen gehalten und auch hier ist die Handlung zeitlich auf rund 24 Stunden beschränkt. Diesmal spielte Bogart den positiven Helden und Edward G. Robinson durfte hier nun den Gangster spielen, den er schon 1935 nach Meinung der Produzenten hätte mimen sollen.

### Veröffentlichung
Nach der Uraufführung des Films am 21. Januar 1936 in den Vereinigten Staaten lief er am 8. Februar 1936 insgesamt im Land an. In London im Vereinigten Königreich wurde der Film erstmals am 6. März 1936 veröffentlicht, in Argentinien am 8. April 1936, in Frankreich am 2. Mai 1936, in Mexiko am 25. Juni 1936, in Dänemark am 21. August 1936, im gesamten Vereinigten Königreich am 14. September 1936, in Schweden am 28. September 1936, in Italien am 19. Oktober 1936, in den Niederlanden am 27. November 1936, in Portugal am 29. Juni 1937, in Spanien am 19. Dezember 1944 und in Finnland am 13. Juni 1947. Am 12. August 1956 hatte der Film in Tucson in Arizona Fernsehpremiere. In Griechenland wurde er am 30. Juli 2022 auf dem Syros International Film Festival vorgestellt. Veröffentlicht wurde er zudem in Australien, Brasilien, Bulgarien, Kanada, Kroatien, Griechenland, Ungarn, Japan, Norwegen, Polen, Serbien, in der Sowjetunion, der Türkei, in Venezuela und in Jugoslawien.
In der Bundesrepublik Deutschland war der Film in einer deutsch synchronisierten Fassung erstmals am 19. Mai 1965 im Programm der ARD zu sehen. Das ZDF strahlte ihn erstmals am 15. November 1986 aus. In Österreich lief der Film unter dem Titel Kein Weg zurück im September 1936 an sowie später auch unter dem Titel Der versteinerte Wald.

## Synchronisation
Die deutsche Synchronfassung entstand 1964 bei der Berliner Synchron unter Dialogregie von Klaus von Wahl mit einem Dialogbuch von Fritz A. Koeniger.
| Rolle                   | Schauspieler     | Dt. Synchronstimme  |
| ----------------------- | ---------------- | ------------------- |
| Alan Squier             | Leslie Howard    | Sebastian Fischer   |
| Gabrielle „Gabby“ Maple | Bette Davis      | Heidemarie Theobald |
| Duke Mantee             | Humphrey Bogart  | Jan Hendriks        |
| Mrs. Chisholm           | Genevieve Tobin  | Elisabeth Ried      |
| Boze Hertzlinger        | Dick Foran       | Horst Niendorf      |
| Großvater Maple         | Charley Grapewin | Gerd Prager         |
| Vater Jason Maple       | Porter Hall      | Konrad Wagner       |
| Gangster Jackie         | Joe Sawyer       | Holger Kepich       |

## Rezeption

### Kritik
Der versteinerte Wald wurde von seiner Veröffentlichung bis zum heutigen Tage von 14 Kritikern ausschließlich mit positiven Kritiken bedacht.
- Zeitgenössische Kritiken

Variety schrieb im Januar 1936, dass der Film sich eng an das Originalskript von Sherwood halte und die Rollen der drei Hauptdarsteller von gekonnt gezeichneter Dramatik – mit passenden komödiantischen Elementen ausgeschmückt – seien. Eindrucksvoll inszeniert sei die Romanze zwischen Howard und Bette Davis, wobei Davis eine Charakterisierung liefere, die sowohl Sympathie als auch Bewunderung hervorrufe. Auch lasse Bogarts Bedrohlichkeit keine Wünsche offen.
Frank S. Nugent von der New York Times befand, dass Warners weiterhin sein Können bei der Transkription von Theaterstücken hin zu Filmen beweise, so auch bei dem philosophischen Melodram The Petrified Forest, das im Jahr zuvor eine der Glanzleistungen des Broadway-Theaters gewesen sei. Die getreue und buchstabengetreue Kopie fürs Kino sei so sündhaft konstruiert, dass man befürchten müsse, jede Wiederaufführung des Stücks würde nur Betrugsschreie hervorrufen. Das sei natürlich größtenteils der Anwesenheit von Leslie Howard in der Verzweiflung zuzuschreiben. Er passe so gut in die Rolle des Stücks und das Stück passe so gut zu ihm, dass Alan Squier und Mr. Howard ein und dieselbe Person seien, so wie Alan Squier und The Petrified Forest von Natur aus unzertrennlich seien. Die Kamera habe, auch wenn sie es versucht habe, nichts tun können, was Howards Ansehen in dieser seiner Lieblingsrolle habe steigern können, aber auch nichts, was ihr hätte Abbruch tun können. Howards Darstellung sei ebenso klug, ebenso ausgewogen und ebenso präzise richtig wie im Stück. Großes Lob gebühre auch Bette Davis, die beweise, dass sie nicht hysterisch sein müsse, um eine großartige Darstellung abzuliefern; sowie Humphrey Bogart, einem weiteren Mitwirkenden des Stücks, der einen psychopathischen Gangster verkörpere, der eher Dillinger als dem Gesetzlosen selbst ähnele; und nicht zuletzt Charles Grapewin als geschwätzigem alten Kauz. Es gebe eine großartige Charaktergalerie in Warners Film und sie erwache unter der klugen, aber respektvollen Regie, die Archie Mayo Mr. Sherwoods Stück angedeihen lasse, zum Leben. Der Film sei gut gemacht, auch wenn er sich gegen jeden Kanon des Kinogesetzes stelle. Vielleicht sei das Werk auf der Bühne wirkungsvoller, es sei aber offensichtlich, dass es auch auf der Leinwand gut ankomme.
Graham Greene hingegen äußerte sich 1936 in der Zeitschrift The Spectator eher negativ über den Film und meinte, er leide unter der Adaption des Bühnenstücks, die eine Last für ihn bedeute und ziemlich unausgereift sei. Greene lobte Davis und Howard für ihre Leistungen, schränkte jedoch ein, dass das Leben selbst, das sich während der Eröffnungsszene eingeschlichen habe, wieder herausgeschlichen und nur Symbole hinterlassen habe.
Ann Ross befasste sich 1936 im Magazin MacLean’s mit dem Film und meinte, dass sehr junge Leute den Film wahrscheinlich nicht sehr unterhaltsam finden würden, aber Erwachsene, die kluge und witzige Gespräche mögen würden, ob nun mit oder ohne Schießereien, sich von dem Film gut unterhalten fühlen dürften.
Jorge Luis Borges bezeichnete den Film in einem Artikel für die Literaturzeitschrift Sur (Literaturzeitschrift)|Sur im September 1936 als einen der intensivsten, die er je gesehen habe und lobte die außerordentlichen unterschiedlichen Charaktere. Borges fuhr fort, wenn man das allegorische Motiv einmal verwerfe oder auf eine sekundäre Ebene verweise, erscheine die Handlung des Films – der magische Einfluss des nahenden Todes auf eine zufällige Gruppe von Männern und Frauen – bewundernswert. In diesem Film wirke der Tod wie Hypnose oder Alkohol. Er bringe die Tiefen der Seele ans Tageslicht.
- Spätere Kritiken

Alan G. Barbour schrieb zur Rolle von Humphrey Bogart, er liefere „ein feingeschliffenes Porträt des letzten und äußersten Bösen“ und werde von Bogart „hervorragend gespielt … mit all der höhnischen, kompromißlosen Wildheit, die von dieser Rolle verlangt“ werde. Es sei eine von Bogarts „besten Darstellungen“. Der Film sei „im großen und ganzen ein fotografiertes Bühnenstück“, schrieb Jerry Vermilye, profitiere jedoch von den „exzellenten Darstellungen und auch der zurückhaltenden Regie von Archie Mayo“. Leslie Howard wirke als Squier „sehr intensiv und rührend“ und vermittle „behutsam die Traurigkeit und Resignation dieses Charakters“. Humphrey Bogart als Mantee sei „eine Sensation“ und Bette Davis habe die Gelegenheit gründlich genutzt, um „ein schlichtes, romantisches Mädchen“ zu spielen. Sie sei stets „sehr einfach gekleidet“ gewesen und habe „auf alle neurotischen Mätzchen verzichtet“. Sie wirke „echt rührend“, wie sie sich nach Paris sehne oder „voller Ehrfurcht auf Squiers Zärtlichkeit und Fürsorge“ reagiere.
Das Lexikon des internationalen Films lobte: „Ein glänzend besetztes, handwerklich solides Melodram, bei dem edle Gefühle und Ideale Hand in Hand mit einer verquollen pessimistischen Pseudophilosophie gehen: Das Suchen des Literaten nach dem Tod wird nicht als verkappter Selbstmord, sondern als noble Tat dargestellt.“
Im TV-Guide war zu lesen: „Dieser Film zeigt wirklich die Konfrontation zwischen Intellektualismus und brutaler Gewalt.“
Auf der Seite 2.500 Movies Challenge befand Dave Becker, dass trotz der normalerweise hervorragenden Leistungen von Bette Davis und Leslie Howard, Humphrey Bogart es sei, der allen in der Rolle eines hartgesottenen Kriminellen die Show stehle. Bette Davis spiele hier eine unschuldige Person mit großen Augen und Sehnsüchten und Leslie Howard liefere als philosophischer Alan eine seiner besten Leistungen ab. Howards Vertrauen in seinen Broadway-Co-Star in dem Stück und seine Bedingung, Bogart in der Rolle des Duke Mantee zu besetzen habe sich ausgezahlt. Bogart verleihe seiner Rolle eine feurige Intensität und verwandele die Figur in einen Bösewicht, den das Publikum sowohl fürchte als auch respektiere. Als Vorläufer der Film Noir der 1940er Jahre sei The Petrified Forest ein harter, unerschrockener Kriminalfilm. Aber mehr noch: Es sei der Film, der Humphrey Bogart zum Star gemacht habe.
Bei Classic Film Freak hieß es, dies sei ein wunderbarer Film, der vielleicht im späteren Erfolg seiner Stars untergehe. Der Film zeige die Anfänge von Bogarts Aufstieg zum Filmstar, wobei dies seine letzte und ultimative Startrampe gewesen sei. Die Regie sei ziemlich unkompliziert, da sich die Handlung (mit nur wenigen Ausnahmen) im selben Raum abspiele. Die Schauspielerei sei hervorragend, wobei zu beachten sei, dass manches aus dem Drehbuch bei weniger guten Darstellern wie romantisches Teenagergeschafel hätte rüberkommen können. Hier hätten wir jedoch einen Schauspieler, der in der Darstellung von verzweifelten Philosophen brilliere: Leslie Howard, in einer Rolle, die genau sein Ding gewesen sei. Bogart spiele eine Rolle, die vieles von dem enthalte, was der stereotype Bogart-Film habe: grimmige Ehrlichkeit und eine fesselnde Darstellung. Und Bette Davis sei einfach sie. Abschließend wurde festgestellt, dass Filme wie dieser einfach nicht mehr gedreht würden und jeder diesen Film gesehen haben sollte.
Matthias Merkelbach von der Film Noir war der Ansicht, dass der Film „ein legitimer Vorgänger des Film-Noir-Kinos“ sei, „nicht zuletzt aufgrund der Figur Alan Squiers in der Darstellung durch Leslie Howard und so mancher Ambivalenzen in den Beziehungen der Rollencharaktere, die überaus vielschichtig“ seien. Humphrey Bogart habe in dem Film „mit immerhin bereits 36 Jahren seine erste signifikante Rolle“. Bette Davis, „die in ihren späteren Jahren teils des Over-Actings bezichtigt“ worden sei, zeige hier, dass sie bereits „mit 28 Jahren eine hervorragende Schauspielerin“ gewesen sei. Sie sei in jeder Einstellung „auf der Höhe des Skripts und seiner Nuancen“ entwickele eine „durchweg stimmige Chemie mit Leslie Howard“ und spiele „sich gegenüber dem Ensemble nie in den Vordergrund“. Archie Mayos Regie sei „nicht extrem innovativ“, doch lasse er andererseits „nichts anbrennen“. Der Film sei „stimmungsvoll, mitunter sogar von einem (dezent) expressionistischen Touch“. Lediglich die letzten 30 Minuten des Films seien „geradezu extrem überfrachtet“. Der versteinerte Wald sei aber auch heute noch ein sehenswertes Stück Filmgeschichte.
Derek Winnert meinte, Robert Sherwoods klassisches, unheilvolles und symbolträchtiges Stück sei 1936 von Archie L. Mayo zu ehrfürchtig und theatralisch verfilmt worden. Mayo habe sich damit begnügt, das fürs Theater geschriebene Stück fürs Kinomuseum zu präsentieren und es nicht als Kinowerk neu zu interpretieren. Trotzdem sei Der versteinerte Wald von der idealen klassischen Besetzung (Leslie Howard, Bette Davis Humphrey Bogart) hervorragend gespielt und sei und bleibe fesselnd. Das mitreißende Spiel der Schauspieler ziehe noch immer die Aufmerksamkeit auf sich: Davis und Howard seien beide äußerst berührend, aber es sei Bogart, der mit seiner faszinierenden Leistung die Aufmerksamkeit auf sich ziehe und den anderen die Show stehle. Trotz seiner Nachteile als Kinofilm, bleibe der Film als Drama und Schauspiel ein Klassiker. Es sei ein triumphales Wiedersehen der Stars von Of Human Bondage aus dem Jahr 1934 und ein wichtiger Meilenstein in Bogarts früher Karriere auf seinem langsamen Weg zum Superstar gewesen.
Gary W. Toozel bescheinigte dem Film auf der Seite DVD Beaver, dass er ungewöhnlich sei und bemerkenswert im Hinblick auf seine gesellschaftlichen Kommentare zu Gier, Reichtum, Position, Kunst und Liebe. Das Ende des Films werde geprägt von Actionszenen und der Zuschauer bekomme sogar einen flüchtigen Blick auf den ergreifenden Kontrast zwischen den beiden schwarzen Charakteren im Film. Es sei ein ungewöhnlicher und würdiger Film aus den 30er Jahren.
Melanie Novak schrieb, Bogart sei in seiner Rolle wild, ein verzweifelter Mann mit gequälten Augen. Keine seiner Geiseln zweifle auch nur einen Moment daran, dass er sie töten werde, wenn sie ihm in die Quere kommen würden. Der Film habe seinerzeit gute Kritiken bekommen und sei ein guter, wenn nicht sogar großartiger Film, der sich bis heute weitgehend halte. Kritiker und Publikum hätten damals positiv auf Bogart reagiert – so gut, dass Warner Brothers ihm einen langfristigen Vertrag gegeben habe. Aber selbst mit diesem Vertrag habe Bogart gewusst, dass er mit einem Finger am Abgrund seiner Karriere gehangen habe.

### Nachwirkung
Die Handlung wurde 1955 für das Fernsehen unter der Regie von Delbert Mann mit Bogart in der Rolle des Gangsters neu verfilmt. Die Rolle von Alan Squier wurde dabei von Henry Fonda und die Rolle von Gabrielle Maple von Lauren Bacall übernommen. Auch nach all diesen vielen Jahre habe Bogart den von ihm gespielten Charakter immer noch so perfekt gespielt, dass er dafür ausgezeichnete Kritiken erhalten habe, schrieb Barbour in seiner Biografie über den Schauspieler.
Eine weitere Version des Films entstand bereits 1944 in Hollywood unter der Regie von Edward A. Blatt unter dem Titel Escape in the Desert. Die Rolle von Bogart wurde allerdings in einen Nazi-Verbrecher verändert und von Helmut Dantine gespielt. In den Rollen von Howard und Davis agierten Philip Dorn und Jean Sullivan.